# Casas del Puerto de Villatoro
Casas del Puerto de Villatoro là một municipality located in the province of Ávila, Castile và León, Tây Ban Nha. According to the 2005 census (INE), the municipality has a population of 108.